# Отрада (станция)
Отра́да — железнодорожная станция Орловско-Курского отделения Московской железной дороги. Расположена в селе Отрадинское Мценского района Орловской области.

## Общая информация
Работает старое деревянное здание вокзала. Есть кассы поездов пригородного сообщения. Есть две платформы и три пути для пассажирского движения, и два пути для грузового.
Поезда дальнего следования на станции не останавливаются
Станция обслуживает грузопоток сахарного завода, расположенного в селе.